# Combo Rangers
Combo Rangers é uma série de webcomics brasileira no estilo mangá criada em 1998 pelo autor Fábio Yabu. É claramente baseado em séries de Super Sentai, tendo começado inicialmente como uma paródia das séries super sentais como Changeman e Power Rangers entre outras franquias, mas com o tempo foi desenvolvendo histórias mais sérias (embora sem perder a veia cômica) sobre cinco crianças que são convocadas pelo super-herói aposentado Poderoso Combo para serem heróis que defenderiam o mundo de alienígenas. Com o passar do tempo, foram entrando na série mais aliados e inimigos. 
A série ganhou versões impressas pelas editoras JBC e Panini Comics, as revistas foram publicadas entre entre os anos 2000 e 2004. A série ganhou o Troféu HQ Mix três vezes e durou três temporadas: Combo Rangers (1998-1999), Combo Rangers Zero (1999-2000) e Combo Rangers Revolution (2000-2001), mais outras duas impressas pelas editoras JBC e Panini que foram lançadas em 2002 e 2003 respectivamente, porém foi cancelada juntamente com as edições disponíveis on-line. Em 2012, o autor anuncia três álbuns lançados por meio de financiamento coletivo, além do retorno do site republicando as antigas histórias. Em 2015, teve suas histórias disponibilizadas no serviço de assinatura de quadrinhos digitais Social Comics.

## Sinopse das temporadas

### Combo Rangers(Fase Bolinha)
A história começa quando uma ameaça alienígena chamada Império Deskarga, liderados pelo General Monte, viaja em direção de conquistar a Terra. Durante a invasão cinco crianças da Cidade City: Fox, Tati, Lisa, Kenji e Kiko são convocados através da televisão pelo super-herói aposentado Poderoso Combo para se tornarem a super esquadrão de heróis “Combo Rangers” para defenderem a Terra, frustrando os planos de General Monte. Posteriormente, depois de várias batalhas, um misterioso Combo Ranger Branco surge para ajudar Lisa durante os combates. Mais adiante, ele se apresenta como um garoto de um futuro pós-apocalíptico chamado Luke que foi enviado ao passado com ajuda de uma garota chamada Maya para se aliar aos Combo Rangers e impedir que uma catástrofe ocorresse no futuro. No final, o Império Deskaga é derrotado após eles invocarem por acaso uma esquadrão de vilões conhecidos como Guerreiros Cristal que se rebelam contra General Monte. Em meio a luta, Lisa consegue matar um dos guerreiros, porém Luke se sacrifica. Os guerreiros restantes viram um robô gigante, mas são derrotados pelos Combo Rangers num ataque suicida, mas com os poderes restantes de Lisa eles ressuscitam com suas memórias como Combo Rangers apagadas.

### Combo Rangers Zero
Após sete meses um cientista vilão chamado Dr. Delírio, a serviço de um misterioso Grande Mestre, se apresenta planejando roubar forças de medo das pessoas com seus monstros e sua filha adotiva Fabi. Os Combo Rangers (agora mais velhos) acabam se encontrando com os vilões e com a ajuda de Tio Combo têm suas memórias restauradas ao se transformarem novamente recebendo novos uniformes. Com o tempo, o grupo conhece a Maya do presente (que estava a procura de seu pai) e descobrem que Luke havia falecido e transformado no Combo Ranger Negro por Delírio. Após uma longa batalha, Luke é revivido, porém os Combo Rangers perdem seus poderes, mas posteriormente ganham poderes novos com ajuda de um mago alienígena chamado Cyrus. Ao final, Maya descobre que seu pai era Dr. Delírio e que o Grande Mestre era um gêmeo maligno de Tio Combo chamado Proteus que surgiu por conta dos sentimentos negativos de Tio Combo. Os heróis não conseguem derrotá-lo a princípio, até Maya ajudar Tio Combo a esquecer seus sentimentos de preocupação pelos seus alunos fazendo Proteus desaparecer.

### Combo Rangers Revolution
Um tempo depois da luta entre o Grande Mestre os Combo Rangers o grupo passou a ter que contentar com uma vida normal até surgir Cardman, um novo vilão alienígena que almeja roubar todos os recursos Terra junto de seu ajudante Deck. No decorrer da história, a equipe é vista enfrentando o império de Cardman ao mesmo tempo que Luke começa a desenvolver poderes ocultos. Ao final ocorre uma saga mostrando uma profecia sobre o fim do mundo da Terra, onde os Combo Rangers se aliam a todos os heróis até descobrirem os tremores na Terra estão sendo causados por um alienígena gigantesco que ficou adormecido por bilhões de anos e se encontrava soterrado na Terra.
A história termina incompleta sem mostrar o desfecho dessa saga.

### Fases impressas (JBC e Panini)
Continuando as aventuras dos Combo Rangers, estas duas temporadas se diferenciam das anteriores apresentam histórias únicas sem sagas mostrando os heróis enfrentando impérios de vilões e passando a se assemelhar mais com quadrinhos americanos. Na fase da JBC as histórias passaram a ser ainda mais sérias e dramáticas que as demais já lançadas, não seguindo nenhuma trama e focando nos personagens enfrentando vilões variados (entre novos e antigos) a cada edição. Essa temporada ainda conta a participação especial de Dani, o Combo Ranger Laranja honorário que fora criado por um fã por meio de um concurso.
Na fase da Panini, as histórias voltam a ficar mais leves e tendo mais continuidade. Logo no começo da temporada, Fox sai temporariamente da equipe para treinamento com o super-herói Homem-Reflexo sendo acompanhado de Tati fazendo-os serem substituídos pelos super-heróis Pacificador e Garota Arco-Íris (Camila) na equipe. Durante seu treinamento, Fox é escolhido para se tornar o novo herói guardião da Estrela Defensora (um item heroico que antes pertencia a um aliado de Pacificador), porém acaba a perdendo para o vilão Chefão que a usa para tentar acabar com todos os heróis do planeta os aprisionando. Fabi retorna como aliada e recorre a ajuda de várias pessoas para ajudarem a deter o vilão entre elas Sara e Davi (este último também criado por um fã por meio de um concurso). Ao final Tati deixa a equipe e Sara ocupa seu lugar como a nova Ranger Rosa.

### Trilogia Somos (JBC)
Nesta fase é apresentado um universo alternativo dos Combo Rangers no qual quase todo mundo no planeta tem poderes. Vários personagens tiveram a sua origem modificada, como por exemplo, o General Monte,  que agora é o diretor da escola. O principal vilão é o Satan Boss. Que conta com o Luke e Deck como seus generais. Os três volumes da coleção são: Combo Rangers – Somos Heróis, Combo Rangers – Somos Humanos e Combo Rangers – Somos Iguais.

## Produção

### Versões online
A série original era centralizada mais no humor do que na ação pelo fato de que a série era uma paródia de séries Super sentai, tal qual os  Power Rangers, mas com o passar do tempo foi ficando mais séria. Nele os personagens tinham um estilo Super deformed (que se aparenta com caricaturas) e possuíam uniformes similares ao dos Power Rangers, com seus capacetes redondos, e por isso muitos fãs da série a chamam de Fase Bolinha. Foi feita em flash para o site UOL com algumas cenas animadas e com música como a Transformação e as Lutas. 
Mais tarde, foi lançada Combo Rangers Zero, a continuação da primeira série. Ainda mostrando humor, as histórias continuam ficando cada vez sérias. Nele, os Combo Rangers crescem e mudam de uniformes (ainda similares aos dos Power Rangers), com um zero no meio do corpo. No meio da série, eles ganham uniformes novos com óculos em vez de capacetes. Também foi feita em flash para o site UOL e também contava com algumas cenas animadas e musicadas como a Transformação e inclusive animação computadorizada. 
Após seu término, veio a fase Combo Rangers Revolution. As histórias agora são mais sérias tendo poucas cenas de humor e paródia. Os personagens continuam com o mesmo uniforme ganhado no centro de Combo Rangers Zero. Os três primeiros capítulos foram primeiro vendidos em formato de revista pela JBC e depois feitos em animação flash para internet com vozes feitas por Fábio Lucindo (Fox), Thiago Longo (Kiko), Angélica Santos (Kenji), Marli Bortoletto (Tati e Irmã Gêmea da Professora de Geografia), Fátima Noya (Lisa), Gabriel Noya (Luke), Marcelo Campos (Tio Combo), Gilberto Baroli (Cardman) e Márcio Araújo (Deck). O resto da série foi feita em quadrinhos feitos por flash com algumas cenas animadas. Acabou sendo cancelada incompleta com apenas 14 capítulos, sem seu capítulo final, o que causou um grande desgosto entre os fãs.

### Versões impresas

Primeira edição impressa dos Combo Rangers, lançada em outubro de 2001 pela JBC

Em Outubro de 2000, Combo Rangers ganharam a Minissérie Combo Rangers Revolution pela Editora JBC, no seguinte, a mesma editora, publica uma série mensal, publicada até 2002 e foi cancelada na edição 12. Em 2003, ganha uma nova revista pela Panini Comics. Nesse mesmo ano, a produção de internet foi interrompida, a revista ainda seria publicada pela Panini até 2004, quando foi cancelada na edição 10. Em 2004, Yabu decidiu parar de escrever os quadrinhos para se concentrar apenas no seu livro Princesas do Mar (que em breve se tornaria um desenho animado). O livro foi um sucesso e portanto Yabu lançou duas continuações. Depois de algum tempo fora do ar, o site voltou a reprisar os capítulos das duas primeiras temporadas, e foi abandonado em 2005. Em Dezembro de 2012, Yabu anunciou um projeto de financiamento coletivo no site Catarse para publicar três álbuns de Combo Rangers, caso consigam ser financiados, os álbuns serão distribuídos pela Editora JBC e lançados durante a Bienal do Livro do Rio de Janeiro de 2013. Em Janeiro de 2013, quase duas semanas depois do início da campanha, o autor conseguiu meta de R$40.000,00, segundo o autor, os três albuns serão anuais. Os álbuns terão roteiros de Yabu e arte de Michel Borges, que chegou a participar da revista publicada pela Panini, na trama, os Combo Rangers enfrentarão um novo inimigo, o autor diz que durante o desenrolar da história, contará o que aconteceu com os heróis desde o fim das publicações No final do mês de janeiro, através da página oficial no facebook, o autor divulgou o novo character design dos heróis e o nome do vilão Satan Boss, o nome é uma paródia ao vilão da série Jaspion, Satan Goss.

## Personagens

### Combo Rangers
São os protagonistas centrais da série. Uma equipe de super-heróis multi-coloridos criados pelo Poderoso Combo (a quem eles chamam de Tio Combo) logo após se aposentar de suas batalhas. Seus integrantes são Fox (vermelho), Tati (rosa), Lisa (amarela), Ken (azul), Kiko (verde) e mais adiante Luke (branco). No começo os Combo Rangers são caracterizados usando capacetes e possuindo robôs gigantes chamados Combotrons que quando unidos formam o poderoso MegaCombotron, uma paródia ao MegaZord dos Power Rangers. Na fase Zero os Combo Rangers prosseguem com o mesmo visual sofrendo algumas poucas alterações, porém mais pro meio da mesma eles ganham novos poderes passando a usar óculos no lugar de capacetes. Além disso nesta temporada tem a inclusão de Maya como ajudante dos Combo Rangers, sem contar a rápida transformação de Luke no Combo Ranger Negro. Desde então a equipe passa a ser composta pelos mesmos integrantes até os últimos capítulos impressos quando Tati sai da equipe para ter uma vida normal e é substituída por Sara que se torna a nova Combo Ranger Rosa.

### Vilões
Na primeira temporada nos são apresentados como vilões principais o Império Deskarga, um império alienígena liderado pelo General Monte que tenta dominar a Terra com seu exército de monstros e que também possuem como soldados a raça dos Homens de Quatro Olhos. Na mesma temporada também aparecem outros vilões como Bestah (um chefe vampiro) e Carolho, um servo do General Monte que no decorrer da história se funde com um gorila alienígena se tornando no Macacarolho, passando desde então a sofrer outras evoluções até atingir durante a fase Zero sua forma definitiva, o Super Macacaloiro (cujo visual é uma paródia dos Super Saiyajins de Dragon Ball). Na fase Zero nos é apresentado o Grande Mestre que com a ajuda do Dr. Delírio (forma maligna do Dr. Cooper) e sua filha adotiva Fabi tentam sugar as energias das pessoas usando monstros e soldados numa forma similar ao Império Deskarga. Além disso também aparecem os Kururuseijins que agem como vilões durante a visita dos personagens em Yabusei. No final da mesma temporada é revelado que Grande Mestre é um clone maligno do Tio Combo chamado Proteus. Na fase Revolution aparecem o vilão Cardman e seu servo Deck que tentam dominar a Terra com um exército de monstros vindo de cartas. Nas edições impressas aparecem vilões variados, com destaque ao Chefão que se torna o vilão principal nas últimas edições da Panini.

### Personagens auxiliares
Além dos Combo Rangers também existem outros personagem que servem como meros coadjuvantes tais como a Prof. de Geografia (posteriormente sua irmã gêmea), os pais dos Combo Rangers e outros heróis. O primeiro aliado dos Combo Rangers foi o Papai Noel que durante um especial de natal foi atropelado por Fox ficando inconsciente passando a ser "mordomo" deles durante alguns episódios. Também aparecem outros heróis como Spectroseven, Anel Verde, Garota Arco-Íris, Japonaro Kido, entre outros. Além disso alguns vilões menores como Pum, Fabi, Dr. Cooper (ex-Dr. Delírio) e Deck se tornam aliados dos Combo Rangers em algumas ocasiões.

## Elementos da série

### Habilidades
As batalhas dos Combo Rangers são baseadas em combates corpo a corpo geralmente com socos e chutes. Nos primeiros episódios suas técnicas de ataques eram caracterizadas por terem nomes e também por sempre terem um nível de dano chamado de Hit Combo que se variavam a partir da força do usuário. Com o tempo os Hit Combos vão sumindo e as técnicas vão deixando de terem nomes. Sempre para os Combo Rangers se transformarem é preciso ser dito "Tá na hora do Combo!", embora que após ganharem seus novos uniformes com o Mago Syros eles serem capazes de se transformarem sem precisar dizer essa frase. Em algumas ocasiões eles são vistos soltando poderes psíquicos e lasers a partir de suas mãos, mas sem muita importância. Embora eles sejam vistos voando no primeiro episódio o poder de voar só é oficializado após eles ganharem poderes com o Mago Syros. Suas forças e habilidades são muitas vezes sobre-humanas chegando a multiplicar a força várias vezes.

### Cameos e Crossovers
Uma das coisas mais notáveis nas histórias dos Combo Rangers são as frequentes aparições de personagens da cultura popular aparecendo nas histórias geralmente como meros figurantes no fundo das cenas. Algumas paródias e citações conhecidas são animes como: Sailor Moon, Pokémon e Dragon Ball; desenhos animados como: Turma da Mônica, As Meninas Superpoderosas e Superamigos; live-actions como: Power Rangers, Ultraman e Jaspion; e vídeo-games como Street Fighter e Phantasy Star. Inclusive alguns personagens como Spectroseven, Anel Verde e Japonaro Kido são baseados em super-heróis da cultura popular.

### Yabuverso
Yabuverso é o universo ficcional onde todas as histórias acontecem. O significado é um jogo de palavras com o nome do criador (Yabu) e Universo. Muitos nomes de locais e personagens são referências para muitos outros personagens de ficção a partir de outras séries. Yabuverso é muito semelhante ao universo onde os seres humanos de verdade e contrapartida Earh é idêntico (e também chamado Terra) exceto para a existência de super-heróis e super-vilões. Diferença notável outro é por exemplo a presença de apenas quatro dedos nas mãos humanas em vez de cinco. A Terra em Yabuverso é freqüentemente atacada por alienígenas e que é basicamente o onde os super-heróis entram em serviço. Alguns estrangeiros no entanto decidiu estabelecer-se na Terra e são ainda de trabalho e criar uma família embora isso seja considerado ilegal.

#### Planetas notáveis e os locais
Cidade City
City significa "cidade" em Inglês. É uma cidade situada na Terra onde a maioria dos eventos da história acontecem. Todos os rangers vivem lá e assim lutam com a maior parte de seus inimigos. A cidade é muito grande, populosa e moderna. Esse é o lugar onde ASH, a Associação de Super-Heróis está sediada. No álbum de 2013, o nome da cidade é mudado para Cidade Nova.
Império Deskarga
É mencionado apenas na Fase Bolinha. O nome é um trocadilho com a palavra descarga (mas escrita com k) e uma relação direta ao império Desdark, antagonista do Super Sentai "Gigantes Guerreiros Goggle V". É um sistema planetário formado por 14 planetas que são nomeados para DS-1 DS-14. Cada planeta tem um papel diferente para o sistema. DS-1 é o centro de operações, DS-2 é responsável por todas as operações militares e assim por diante. DS-2 é o lugar onde Agamenon Monte Pereira (também conhecido como General Monte) nasceu.
Yabusei
Aparece a partir de Combo Rangers Zero. Outra palavra usando o sobre-nome do cartunista Yabu e o sufixo japonês -sei (vindo da palavra hoshi, significando "estrela", "corpo celeste"), como visto em outros planetas da série Dragon Ball, como Namek (Namekku-sei no original, adaptado como "Namekusei" no Brasil). O planeta é lar dos Yabuseijins, seres que possuem aparência similar à do criador Fábio Yabu. Yabuseijins notáveis incluem Spectroseven, o guerreiro do amor e alter-ego do próprio Yabu na história, e Japonaro Kido, o soldado romântico, alter-ego de Kido.
Kururusei
É mencionado apenas em Combo Rangers Zero. É onde vivem os Kururuseijins, entre os quais o vilão Kururu. Os Kururuseijins são uma raça conquistadora que já havia dominado muitos planetas do Yabuverso, e queriam dominar Yabusei. Felizmente eles foram derrotados por Ken e Tati, que estavam trabalhando em conjunto com os Yabuseijins (um dos quais se tornaria Japonaro Kido no processo) para derrotar os Kururuseijins. Kururu lembra um pouco Impmon de Digimon Tamers (o que é uma coincidência, já que Tamers foi ao ar pela primeira vez no Japão em abril de 2001, após o fim da fase Zero), misturado com Freeza de Dragon Ball Z, e os Incas Venusianos de National Kid.
Toobaine
Toobaine nome é uma referência a uma famosa bebida brasileira macia chamada Tubaína. Esta é a terra do Mago Syros e seus discípulos, os Go Go Riders. Toobaine estava acostumado a viver em paz, até que a filha de Syros, Cristal, morreu. Daquele momento em diante, Syros isolou-se do mundo, e os Go Go Riders tiveram que defender o planeta sozinhos, até que Syros foi retirado de seu exílio pelos Combo Rangers.
Oreo
Um planeta extinto, terra natal de Deck. É um planeta um pouco mais evoluído que a Terra apresentada na série no qual viviam seres humanoides, diferentes dos terráqueos pela cor amplamente variada de seus cabelos e pelas habilidades inatas que possuem. Viviam em paz até serem atacado pelo exército da Grande Mão que se apossou de todos no planeta exceto Deck, que conseguiu escapar, vindo a se tornar o único sobrevivente do planeta antes de servir a Cardman.
Biriguisei
Outro planeta com um nome paródico, mas que desta vez utiliza o nome do município brasileiro Birigui. Biriguisei possui apenas 45 centímetros de diâmetro, mas milhões de habitantes. Foi salvo da destruição pelo cientista Hugo Hungria, que se fundiu com o planeta para se tornar o Homem-Planeta.
Planeta do Tio Combo
O planeta natal do Tio Combo presente na edição "Combo Rangers Revolution Nº: 2" (versão impressa). Não se sabe o seu nome, e como visto na edição em que aparece o planeta foi destruído logo quando o Tio Combo ainda era bebê sendo mandado pra fora dele antes da explosão se tornando o único sobrevivente (referência clara à origem do Superman, inclusive parodiada na origem do Spectroseven, pois Yabusei se manteve intacto). Aparentemente o planeta era povoado por humanos.

## Merchandising
Apesar de sua grande popularidade nos quadrinhos e na internet no começo da década de 2000 os Combo Rangers não tiveram muita notoriedade em outra mídias. Em em Novembro de 2003, foi lançada uma coleção de bonecos fabricada pela Multibrink. Em 2013 Yabu passou a roteirizar uma webcomis baseada no jogo online Elsword em parceria com a Level Up! Games para a página do jogo, em novembro de 2014, o jogo ganha um pacote visual baseado em Combo Rangers.